# 죽은 자를 찾아서
《죽은 자를 찾아서》(THE DIG)는 영국, 아일랜드에서 제작된 라이언 토힐 감독의 2018년 스릴러 영화이다. 모 던포드 등이 주연으로 출연하였다.
토론토 국제 영화제에서 상영되었으며 브라이언 J 팰코너가 제작에 참여하였다.

## 출연

### 주연
- 모 던포드
- 프란시스 매지
- 로칸 크래니치